# Kiriakoffalia
Kiriakoffalia is een geslacht van vlinders van de familie spinneruilen (Erebidae), uit de onderfamilie Arctiinae.

## Soorten
- K. costimacula (Joicey & Talbot, 1924)
- K. guineae (Strand, 1912)
- K. lemairei (de Toulgoët, 1976)